# Hora Zulu
Este es un artículo sobre la banda musical Hora Zulu.
Para el término Hora Zulú militar, véase Huso horario militar.
Para el término Hora Zulú usado en aeronáutica, véase ZULU.
Hora Zulu es una banda de metal alternativo de Granada (España). Se formó en el año 2000, con músicos provenientes de bandas como Perpetual, SinPerdón o Lakademia. Su estilo musical es descrito como una mezcla de thrash metal, flamenco y hip-hop y como un mezcla de metal alternativo, rapcore y flamenco.

## Historia

### Comienzos (2000–2002)
Hora Zulu se forma en Granada en el año 2000. El entonces guitarrista de Lagartija Nick, Paco Luque, abandona la banda por desavenencias con el grupo y comienzan de forma casi fortuita los ensayos con Javi Cordovilla, hasta ese momento técnico de escenario de la misma banda. Javi había tocado desde los 15 años en bandas locales del rock como Sucio Frank hasta compartir escenario por primera vez con Paco Luque en el año 1998 en el proyecto SinPerdón. Los nuevos ensayos toman perspectivas muy diferentes a los conceptos musicales de anteriores grupos, y es a finales del año 2000 cuando comienza a forjarse lo que será la formación rígida de la banda. El cantante Aitor Velázquez y ChicoNar DJ, procedentes de la banda de rap Lakademia (también conocida como La Real Academia del Verso) se unirán al proyecto para dar forma a la primera maqueta de la banda, hasta ese momento conocida como Supastarz Sound System. La maqueta la integran 5 temas, Supastarz, Tango, La mecha que prende (más adelante, A ver si me entiendes), Los muchachos in the Night, y Yonkis (posteriormente, Yonki supastar). Para la grabación de los bajos, Paco recurre a su antiguo compañero de la banda de thrash metal Perpetual, en la que ambos militaron años antes consiguiendo un gran éxito de crítica y público a nivel nacional. La maqueta, grabada y mezclada en dos días, aparecería con el nombre de Supastarz y fue presentada por primera vez en directo el 29 de diciembre de 2001, en la sala Industrial Copera de Granada, en lo que sería el primer concierto en directo de la banda.
En los primeros días del 2001, Paco Luque recibe la visita del productor gallego Pablo Iglesias, con quien forjó una gran amistad años antes durante la grabación del disco homónimo de Lagartija Nick. Pablo queda prendado de la maqueta y ofrece la posibilidad al grupo de viajar hasta su estudio, en Vigo, para continuar con la grabación de nuevos temas y la regrabación de los ya existentes en mejor calidad sonora. Es así como, en febrero, la banda viaja durante cuatro días hasta la ciudad gallega para producir una nueva demo con 7 temas, Tientos, En el andén, Llueven flores, Dice el Poniente, No protesto y Andaluz de nacimiento. En el mes de agosto la banda vuelve a Vigo para la grabación de una segunda y última maqueta antes del disco debut. Esta segunda maqueta contiene temas inéditos y nunca publicados, como Chica me tipa, Pavana española o la versión de Las Grecas de su éxito Te estoy amando locamente. Durante los siguientes meses hasta el invierno, el objetivo se centra en conseguir un contrato con una discográfica y editar un primer álbum en el mercado. A principios del 2002, los miembros expresan la necesidad de conseguir un nuevo nombre para la banda (desechando el anterior por su complejidad) y Paco propone «Hora Zulú» como identidad definitiva. Un mes después, una alianza entre el sello independiente Frontline y la distribuidora El Diablo (Grupo Prisa) llegan a un acuerdo para grabar y editar el que será el primer álbum de Hora Zulú. El bajista, Álex Bedmar, comienza la gira con el que fuera guitarrista de 091, José Ignacio Lapido, y abandona la banda temporalmente. Le sustituye Alberto Pinto. Después de reiterar la necesidad de incluir un segundo guitarrista para otorgar mayor potencia en directo a la banda, Ernesto Cabello pasa también a formar parte de las filas de Hora Zulu.

### Me duele la boca de decirlo (2002–2003)
El disco se graba en Vigo, en febrero de 2002 y nuevamente con Pablo Iglesias como productor, con el título Me duele la boca de decirlo. Es presentado oficialmente en el Festimad (Móstoles, Madrid) del mismo año. A la salida del álbum le acompaña una gira que les llevará durante dos años a todos los rincones del país. Antes de cumplirse las 10 primeras actuaciones en directo de la banda, Alberto Pinto abandona el grupo tras un concierto durante la convención anual de ventas de El Diablo y es sustituido por Álex Bedmar, quien se integra permanentemente en Hora Zulu abandonando sus proyectos paralelos.
En julio del mismo año, Hora Zulu telonea a los americanos Slayer durante su gira española haciendo llegar su música a un mayor número de público. Asimismo, la banda se mostró al público tal y como era durante un gran número de actuaciones, desde un concierto en el Arturo’s Bar de Marbella ante 40 personas (el aforo máximo del local), hasta la actuación junto al grupo de hip-hop zaragozano Violadores del Verso en la sala Razzmatazz de Barcelona ante un respetable muy numeroso. El 2002 era el año de presentación de la banda, extendiendo la gira hasta un año y medio después.

### Crisis de claridad(2003–2005)
Son los meses de noviembre y diciembre del 2003 cuando comienza a concebirse el segundo álbum de la banda. El disco, esta vez de producción propia, se graba en Granada durante los meses de julio y agosto del 2004 y mezclado por Pablo Iglesias. Crisis de claridad es un disco más agresivo que su predecesor, cargado de pesados y complejos riffs de guitarra, con temas más duraderos y elaborados. Durante su estancia en el estudio, cuentan con la colaboración de diversos artistas para la grabación del álbum, los DJ Rena, ChicoNar y Calagad13 en los platos, la voz Ana María Luque (hermana de Paco Luque) en la canción Volvió a darme por buscar, la percusión de Erik Jiménez (Los Planetas) en Que baje un rayo y me parta, la voz del MC Quilate en Misas y cenas y, en un gran número de temas, los arreglos de voz y violín de Jahlel Chekkara y Fathi Benyakoub. El disco, de menos presupuesto que el anterior, sufre retrasos en la edición y tras varios desmanes y desbarajustes, sale al mercado definitivamente el 9 de noviembre de 2004, con una promoción prácticamente nula y una pobre difusión a los medios. La gira de presentación del disco abre las puertas a la banda de grandes festivales del país en el 2005. El directo se presenta con todos los miembros exceptuando al DJ, Chico Nar, quien abandona las actuaciones en directo por motivos laborales. Más adelante, en los últimos meses del año 2005, cuando la banda comienza a componer nuevos temas para el tercer disco, Ernesto Cabello expresa a sus compañeros su deseo de implicarse más en sus proyectos profesionales y abandona Hora Zulú.

### El que la lleva la entiende (2006–2007)
Ya como cuarteto, Paco Luque, Javi Cordovilla, Aitor Velázquez y Alex Bedmar se embarcan en la producción del tercer álbum de la banda. Tras algunos meses de incertidumbre, en enero de 2006 contactan con el productor Bigsimon (Simón Echevarría) y viajan hasta Madrid para grabar el disco. De la buena e intensa relación forjada entre productor y grupo nace El que la lleva la entiende, tercer disco de la banda. Bigsimon pasa a formar también parte de las filas del grupo en carretera y se convierte en su técnico de sonido de directo, pero fallece el 31 de julio de 2006 víctima de un cáncer.
El grupo rompe en silencio durante varias semanas y tras algunas actuaciones durante los meses de agosto y septiembre retoman la salida del disco. Inferno Recordings, dirigida por Pablo Iglesias, será la encargada de hacer ver la luz el disco, que sale a la venta el 12 de diciembre de 2006.

### Creer querer, querer creer(2008–2010)
Con poco más de un año de diferencia, el cuarto álbum de Hora Zulu llega el 31 de marzo de 2008 producido, grabado y mezclado por David Martínez en M20 Estudios de Madrid.
Es el álbum con el sonido más contundente de su discografía, con una fuerza impactante y una cohesión que hace su escucha imparable. Se nota cierto giro hacia una base sonora más rockera que en anteriores trabajos, lo que no implica cambios en la forma de rapear tan característica de Aitor. Desgarradoras guitarras dan paso a unas creativas letras directas y a su vez llenas de matices.
De entre los 13 temas que componen el disco nos encontramos con una colaboración por parte de Hate (Violadores del Verso) en la canción Luego querrán.

### Siempre soñé saber sobre nadie negó nunca nada(2011–2013)
Después de cuatro años, en marzo de 2012, vio la luz su quinto álbum. En esta ocasión contiene unas canciones de algún modo más serenas, en las que se nota madurez del grupo a la hora de orquestar el álbum. Esto no quiere decir que hayan perdido su fuerza y estilo tan característicos, pero en esta ocasión se nota una diversidad sonora importante.

### Retirada temporal (2013–2016)
En septiembre de 2013 Hora Zulu emite un comunicado en el que se despiden de los escenarios de manera indefinida, tiempo que han decidido otorgarse los distintos miembros para sus propios proyectos personales. En ese momento anuncian también tres conciertos de despedida: dos en la Sala Tren de Granada y uno en la Sala Penélope de Madrid.
El 1 de agosto de 2015 dan un concierto único en The Juerga’s Rock Festival Adra (Almería) y en septiembre confirman que vuelven a los escenarios siendo confirmados para el Viña Rock 2016 entre otros destinos.

### La Voz del Amo(2016–2019)
A comienzos de 2018, Hora Zulu anuncia su regreso a la actividad, con la publicación de dos sencillos y un concierto en Granada.
En febrero de 2019 lanzan su nuevo trabajo de estudio: "La voz del amo".

### Limpiar, Fijar y dar Esplendor(2019-2021)
Tras un periodo de inactividad por la pandemia del COVID-19, la banda anunció la publicación del álbum "Limpiar, Fijar y dar Esplendor" en 2021, una revisión sonora de los temas publicados a lo largo de la historia de la banda.

### El veneno de la Serpiente(2021-2023)
El 12 de noviembre de 2022, la banda comienza una gira celebrando el 20 aniversario de la salida de su primer álbum, "Me duele la boca de decirlo", que la banda sigue llevando a cabo a día de hoy y que les ha llevado a Murcia, Valencia, Granada, Málaga, Madrid y la Rioja. En febrero, Hora Zulú anuncia la publicación de una nueva canción, titulada "El veneno de la Serpiente", que sería publicada el 17 de febrero de 2023

## Miembros
- Paco Luque, guitarra - (ex-Perpetual, SinPerdón, King Changó, Lagartija Nick, Enrique Morente, Fausto Taranto)
- Javi Cordovilla, batería - (ex-SinPerdón, Sucio Frank)
- Aitor Velázquez, voz - (ex-Lakademia)
- Álex Bedmar, bajo - (ex-Perpetual, Christiania, Hareh Lareh, José Ignacio Lapido)

### Antiguos miembros
- Chico Nar, DJ (2001-2004)
- Alberto Pinto, bajo (2000-2001)
- Ernesto Cabello, guitarra (2002-2011)
- Quini Valdivia, guitarra (2012-2013)
- Manuel Castellanos, teclados (2012-2013)

## Discografía

### Discos de estudio
| Año  | Detalles del disco |
| ---- | --- |
| 2002 | Me duele la boca de decirlo                                                                                                 |
| 2004 | Crisis de claridad - Lanzamiento: 9 de noviembre                                                                            |
| 2006 | El que la lleva la entiende - Lanzamiento: 12 de diciembre                                                                  |
| 2008 | Querer creer, creer querer - Lanzamiento: 31 de marzo - En la canción Luego querrán colabora Hate, de Violadores del Verso. |
| 2012 | Siempre soñé saber sobre nadie negó nunca nada - Lanzamiento: 5 de marzo                                                    |
| 2019 | La voz del amo - Lanzamiento: 15 de febrero                                                                                 |
| 2020 | Limpiar, fijar y dar esplendor                                                                                              |

### Sencillos
| Año  | Sencillo                    |
| ---- | --------------------------- |
| 2002 | Tango/Andaluz de nacimiento |
| 2006 | Camarada                    |
| 2008 | Toma y obliga               |
| 2012 | Mis barraqueras             |
| 2018 | Beatus Ille                 |
| 2018 | Y si acaso (con R de Rumba) |